# Dorymyrmex grandulus
Dorymyrmex grandulus é uma espécie de formiga do gênero Dorymyrmex.